# 미르코 슬롬카
미르코 슬롬카 (Mirko Slomka, 1967년 9월 12일 힐데스하임 ~)은 전 독일의 축구 선수이자 감독으로, 함부르거 SV의 감독을 맡았으나 성적부진을 이유로 경질되었다.

## 감독 경력
2006년에서 2008년까지 FC 샬케 04의 감독을 맡았었다. 그는 VfB 슈투트가르트에 이어 준우승을 차지한 해에 부임하였다. 그는 또한 UEFA 컵 2005-06 준결승까지 팀을 이끌었다.
2008년 4월 13일, 샬케의 보드진은 형편없는 성과를 보였다는 이유로 그를 해임하였다. 그는 포르투갈 챔피언인 FC 포르투를 UEFA 챔피언스리그 16강전에서 합계 1-1로 비긴 뒤, 승부차기에서 4-1로 이겨 연명하였지만, 8강에서 FC 바르셀로나를 만나 합계 2-0으로 패한데 이어, 타이틀 경쟁자 SV 베르더 브레멘에 5-1로 완패하여 해임되는 빌미를 제공하였다.
2010년 1월 19일, 슬롬카는 하노버 96의 새 감독으로 취임하였다. 푸스볼-분데스리가 2010-11에서, 슬롬카는 하노버 역사상 최고 기록인 리그 4위를 기록함과 동시에 UEFA 유로파리그 2011-12의 플레이오프 진출권을 획득하였다. 플레이오프에서 스페인 라 리가의 강호 세비야 FC를 만나 홈에서 2-1 승리, 원정에서 1-1로 합계 3-2로 UEFA 유로파리그 2011-12의 조별리그 진출에 성공하였다. 하지만 취임 3년 만인 2013년 12월 성적 부진으로 결국 경질됐다.
2014년 2월 17일, 하노버 96의 사령탑에서 물러난 지 2개월 만에 슬롬카는 강등 위기에 몰려있는 함부르거 SV의 새로운 감독으로 선임되었다.
2014년 9월 16일, 팀이 최하위까지 성적이 떨어지자 7개월만에 경질되었다.